# نارکائو
نارکائو (به ایتالیایی: Narcao) یک کومونه در ایتالیا است که در استان کاربونیا-ایگلسیاس واقع شده‌است. نارکائو ۸۶٫۱ کیلومتر مربع مساحت و ۳٬۳۸۴ نفر جمعیت دارد و ۱۲۷ متر بالاتر از سطح دریا واقع شده‌است.

## خواهرخوانده
شهرهای بوونیو و Les Rues-des-Vignes خواهرخوانده‌های نارکائو هستند.